# Yohanan Aharoni
Pour les articles homonymes, voir Aharoni.
Yohanan Aharoni (né le 7 juin 1919 à Francfort-sur-l'Oder et mort le 10 février 1976 à Tel-Aviv) est un archéologue israélien qui a contribué au domaine de l'archéologie biblique.

## Biographie
Yohanan Aharoni naît en Allemagne en 1919 et émigre en terre d'Israël en 1933. Il étudie à l'école Reali de Haïfa puis à l'école d'agriculture de Mikvé-Israël. À la fin de ses études, il devient membre du kibboutz Alonim où il vit jusqu'en 1947. De 1948 à 1950, il sert dans l'armée israélienne.
Il étudie à l'université hébraïque de Jérusalem auprès au professeur Benjamin Mazar. Il commence sa carrière d'archéologue en tant qu'inspecteur du département des antiquités d'Israël en Galilée. Il réalise des sondages archéologiques en Haute Galilée, dans le Néguev, dans le désert de Judée et dans la vallée de Beer Sheva en s'intéressant particulièrement à l'époque du Premier Temple (âge du fer). En 1957, il publie sa thèse de doctorat sur l'« établissement des tribus d'Israël en Haute Galilée ».
Pendant 4 ans, il participe aux fouilles de Hazor. En 1959, il devient un chercheur post-doctorant à l'université hébraïque de Jérusalem. Il dirige des fouilles archéologiques à Ramat-Rachel, Tel Arad et Tel Lakish.
En 1968, il devient professeur à l'université de Tel-Aviv. Il organise les fouilles de Tel Beer Sheva et de deux autres sites situés à proximité, Tel Malhata et Tel Masos. Il reçoit le prix Ben Zvi pour sa publication des ostraca d'Arad (1975).
Il s'est également associé aux fouilles des grottes de Bar Kokhba.
Aharoni fait partie des archéologues qui remettaient en cause l'idée d'une invasion militaire de la terre de Canaan par les Israélites. Il lui préférait la thèse d'une infiltration pacifique. Selon lui, les récits épiques de conquêtes militaires sont une production de la période monarchique afin de justifier l’imposition du pouvoir royal judéen.